# Маженциці (Вармінсько-Мазурське воєводство)
Маженциці (пол. Marzęcice, нім. Marnau) — село в Польщі, у гміні Кужентник Новомейського повіту Вармінсько-Мазурського воєводства.
Населення — 945 осіб (2011).
У 1975-1998 роках село належало до Торунського воєводства.

## Демографія
Демографічна структура станом на 31 березня 2011 року:
|          | Загалом | Допрацездатний вік | Працездатний вік | Постпрацездатний вік |
| -------- | ------- | ------------------ | ---------------- | -------------------- |
| Чоловіки | 457     | 119                | 291              | 47                   |
| Жінки    | 488     | 117                | 281              | 90                   |
| Разом    | 945     | 236                | 572              | 137                  |